# Circuit de Wallonie
Circuit de Wallonie er et belgisk endagsløb i landevejscykling som arrangeres hvert år i maj. Løbet er blevet arrangeret siden 1966. Løbet er af UCI klassificeret som 1.1 siden 2019 og er en del af UCI Europe Tour. 

## Vindere
| År                              | Vinder                      | Toer                     | Treer                  |        |
| ------------------------------- | --------------------------- | ------------------------ | ---------------------- | ------ |
| for amatører Circuit du Hainaut |                             |                          |                        |        |
| 1966                            | Roger Rosiers               | Valere Van Sweevelt      | Romain Furnière        |        |
| 1967                            | Joseph Schoeters            | Willy De Geest           | Romain Pauwels         |        |
| 1968                            | Joseph Schoeters            | Ronny De Witte           | Englebert Opdebeeck    |        |
| 1969                            | Paul Crapez                 | Jean-Pierre Monseré      | Gustaaf Van Roosbroeck |        |
| 1970                            | Willy Abbeloos              | Theo Dockx               | Luc Van Den Daele      |        |
| 1971                            | Michel Van Vlierden         | Eric Wijckaert           | Ludo Van Der Linden    |        |
| 1972                            | Lucien De Brauwere          | André Coppers            | Karel Sels             |        |
| 1973                            | Roger De Beukelaer          | Jean Van der Stappen     | Marc Steels            |        |
| 1974                            | Jos Gysemans                | Marc Renier              | Luc Leman              |        |
| 1975                            | Ferdi Van Den Haute         | Dirk Ongenae             | Ronan De Meyer         |        |
| 1976                            | André Van den Steen         | Pierre Sonnet            | Rudy Pevenage          |        |
| 1977                            | René Martens                | Jean-Claude Rogge        | Ludo Theunis           |        |
| 1978                            | Daniel Willems              | Alfons De Wolf           | Ronny Van Holen        |        |
| 1979                            | Etienne De Wilde            | Guy Nulens               | Paul Haghedooren       |        |
| 1980                            | Paul Haghedooren            | Raoul Bruyndonckx        | Gerrit Van Gestel      |        |
| 1981                            | Kurt Dockx                  | Marc Sergeant            | Marc Vandenbrande      |        |
| 1982                            | Patrick Cocquyt             | Willem Van Eynde         | Yves Godimus           |        |
| 1983                            | Diederik Foubert            | Robert D'Hont            | Rudy Patry             |        |
| 1984                            | Stefan Van Leeuwe           | John Dekeukelaere        | Patrick Toelen         |        |
| 1985                            | Stefan Van Leeuwe           | Dirk Clarysse            | Ronny Van Sweevelt     |        |
| 1986                            | Peter Roes                  | Erik Peeters             | Guido Verdeyen         |        |
| 1987                            | Peter De Clercq             | Kurt Van Keirsbulck      | Jean-Marie Vernie      |        |
| 1988                            | Jean-François Brasseur      | Frank Francken           | Johan Verstrepen       |        |
| 1989                            | Michel Stasse               | Daniël Van Steenbergen   | Eric De Clercq         |        |
| 1990                            | Johan Remels                | Peter Van Petegem        | Wim Vervoort           |        |
| 1991                            | Fabrice Dejardin            | Arvis Piziks             | Pierre Herinne         |        |
| 1992                            | Nico Desmet                 | Wim van de Meulenhof     | Jürgen Opeel           |        |
| 1993                            | Caspar van der Meer         | Franky De Buyst          | Geert Verheyen         |        |
| 1994                            | Yannick Cornelis            | Patrick Roelandt         | Wim van de Meulenhof   |        |
| 1995                            | Rik Verbrugghe              | Sébastien Demarbaix      | Mykhajlo Khalilov      |        |
| 1996                            | Fabien De Waele             | Koen Das                 | Steve De Wolf          |        |
| 1997                            | Wim Heselmans               | Karel Vereecke           | Günther Stockx         |        |
| 1998                            | Danny Swinnen               | Sébastien Van Den Abeele | Steven Van Aken        |        |
| 1999                            | Marcel Duijn                | Fabian Wegmann           | Björn Leukemans        |        |
| 2000                            | Jan Verstraeten             | Nico Sijmens             | Andy Cappelle          |        |
| 2001                            | Dmitrij Muravjov            | Tom Boonen               | Jurgen Van Goolen      |        |
| 2002                            | Johan Vansummeren           | Gert Steegmans           | Cédric Coutouly        |        |
| 2003                            | Preben Van Hecke            | Jens Renders             | Thomas Dekker          |        |
| Circuit de Wallonie             |                             |                          |                        |        |
| 2004                            | Gianni Meersman             | Pierre Drancourt         | Tom Stamsnijder        |        |
| 2005                            | Erik Lievens                | Jelle Vanendert          | Steven Vandenbussche   |        |
| 2006                            | Nikolas Maes                | Geert Steurs             | Jürgen Roelandts       |        |
| 2007                            | Francis De Greef            | Sander Armée             | Pieter Vanspeybrouck   |        |
| 2008                            | Ben Hermans                 | Romain Zingle            | Thomas De Gendt        |        |
| 2009                            | Romain Zingle               | Walt De Winter           | Jens Keukeleire        |        |
| 2010                            | Thomas Degand               | Jérôme Giaux             | Dries Hollanders       |        |
| for professionelle              |                             |                          |                        |        |
| 2011                            | Diego Tamayo                | Walt De Winter           | Jeroen Hoorne          |        |
| 2012                            | Reinardt Janse van Rensburg | Kenneth Vanbilsen        | Kevin Claeys           |        |
| 2013                            | Sébastien Delfosse          | Pierre Drancourt         | Matthias Allegaert     |        |
| 2014                            | Maurits Lammertink          | Dimitri Claeys           | Floris De Tier         |        |
| 2015                            | Stef Van Zummeren           | Philipp Walsleben        | Gianni Vermeersch      |        |
| 2016                            | Kévin Lalouette             | Gianni Marchand          | Olivier Chevalier      |        |
| 2017                            | Maarten van Trijp           | Ludovic Robeet           | Rob Leemans            |        |
| 2018                            | Mikkel Honoré               | Niklas Larsen            | Ross Lamb              |        |
| 2019                            | Thomas Boudat               | Baptiste Planckaert      | Niki Terpstra          |        |
| 2020                            | aflyst                      | aflyst                   | aflyst                 | aflyst |
| 2021                            | Christophe Laporte          | Marc Sarreau             | Laurence Pithie        |        |
| 2022                            | Andrea Pasqualon            | Axel Zingle              | Philippe Gilbert       |        |
| 2023                            | Jordi Meeus                 | Lionel Taminiaux         | Timo Kielich           |        |
| 2024                            | Arnaud De Lie               | Axel Zingle              | Matthew Brennan        |        |
| 2025                            |                             |                          |                        |        |